# Матвеев, Михаил Алексеевич
Михаи́л Алексе́евич Матве́ев (6 мая 1914 года — 24 июля 1944 года) — советский военный лётчик-штурмовик авиации Военно-морского флота СССР, участник Великой Отечественной войны, Герой Советского Союза (19 августа 1944 года, посмертно). Гвардии капитан (12 июня 1944 года).

## Биография

### Детство и юность
Родился 6 мая 1914 года (по другим данным — в 1916 году) в деревне Жабны (ныне входит в состав Фировского сельского поселения Фировского района Тверской области) в крестьянской семье.
Окончил школу фабрично-заводского ученичества. Работал на Ленинградском заводе «Красный ударник». Обучался в ленинградском аэроклубе, увлекался парашютным спортом. В 1936 году переехал в Москву, окончил Центральную парашютную школу ОСОАВИАХИМа, работал пилотом-инструктором в аэроклубах Украинской ССР, затем в Торжке. С 1940 года работал инструктором в аэроклубе города Кимры.
В Рабоче-крестьянском Красном флоте с августа 1942 года. Служил командиром звена в 1-й школе первоначального обучения пилотов ВВС ВМФ СССР в Куйбышеве.
В 1943 году Матвеев окончил курсы по подготовке командиров звеньев ВВС ВМФ СССР при Военно-морском авиационном училище имени И. В Сталина (действовали в эвакуации в Куйбышевской области).

### Великая Отечественная война
В начале ноября 1943 года прибыл на Балтийский флот в состав 7-го гвардейского штурмового авиаполка. На «отлично» окончил самостоятельную тренировку на самолёте Ил-2. Первые два боевых вылета Матвеев совершил 7 ноября 1943 года, после третьего вылета ему вручили знак «Гвардия». В 1944 году вступил в ВКП(б).
Отличился в январе 1944 года в Ленинградско-Новгородской наступательной операции. После одного из вылетов вернулся на базу на повреждённом штурмовике. Пока его машину вводили в строй, вылетал в бой на «Иле» раненого однополчанина. Успешно выполнил 10 боевых заданий. 18 января блокада была снята, 28 января Матвеев был награждён орденом Красного Знамени.
В конце февраля 1944 года Матвеев в числе 12 штурмовиков совершил налёт на немецкую воздушную базу. Первый удар лётчики нанесли по самолётам в западной части базы. Сразу же были уничтожены несколько Ю-88, стоявших в готовности с бомбовым грузом. Один из «юнкерсов» поджёг Матвеев. Следующий удар был нанесён по восточной стороне лётного поля, где находилось более 20 самолётов противника, начался пожар. Попытки немецких ФВ-190 и Ме-109 взлететь были пресечены истребителями сопровождения. После этого штурмовики пошли в третью атаку на тщательно замаскированную отдельную группу самолётов. В результате вылета было уничтожено и выведено 18 «юнкерсов».
Весной 1944 года Матвеев в одном из полётов, преодолев заградительный огонь, потопил немецкий транспорт. Позднее в Финском заливе лично уничтожил сторожевой катер, а в другой раз нанёс удар по железнодорожному эшелону, стоявшему под разгрузкой боеприпасов. В течение нескольких часов на станции раздавались мощные взрывы. К концу февраля выполнил 23 боевых заданий командования. 23 марта был награждён вторым орденом Красного Знамени.
23 марта 1944 года в Финском заливе был обнаружен немецкий морской конвой — 2 транспорта, 4 сторожевых корабля, 9 сторожевых катеров. Советские лётчики немедленно поднялись в воздух. После нанесения первого удара один из кораблей загорелся. Группа Матвеева нанесла второй удар по сторожевым кораблям, потопив один из них. В этом же бою ведомый Матвеева майор Виктор Каштанкин направил свой подбитый самолёт на один из кораблей и врезался в него. В результате боя Матвеевым и другими штурмовиками было уничтожено 5 вражеских кораблей.
Вскоре Матвеев был назначен командиром эскадрильи, под его командованием ставшей лучшей в полку. В первом же бою в этом качестве его Ил-2 начали преследовать несколько самолётов противника. Матвеев искусно довернул самолёт, а стрелок Шебилкин открыл огонь по немецкому ФВ-190 и подбил его. Вскоре экипаж Матвеева сбил 3 «фоккера» в бою над караваном судов противника. Успешно выполнил 32 боевых задания командования. 30 апреля был награждён третьим орденом Красного Знамени.
Гвардии капитан Матвеев и его лётчики успешно штурмовали и потопили транспорт водоизмещением 1200 тонн, разрушили служебные здания в порту и пирс.
19 мая 1944 года советская авиация провела сразу две операции: нанесла удар по вражескому аэродрому и атаковала крупные морские силы немцев. Пока советские истребители блокировали аэродром, штурмовики атаковали корабли. Матвеев сбросил бомбы на баржи противника с высоты. В ходе вылета лётчик и его ведомые пустили ко дну две быстроходные десантные баржи с личным составом и повредили сторожевой корабль.
Проявил себя Матвеев и в ходе Выборгской операции. В середине июня 1944 года, лишь за один день, лётчики-балтийцы разрушили 18 дзотов, уничтожили 2 танка, 2 миномётные батареи, зенитную батарею, 7 пулемётных точек. В одном из боёв им была атакована группа финских тральщиков.
23 июля 1944 года Матвеев поджёг немецкий корабль. В тот же день командир 7-го гвардейского штурмового авиаполка Алексей Мазуренко и ведущие групп штурмовиков, в том числе и Матвеев, провели командирский облёт большого участка фронта для выявления огневых средств противника на направлении предстоящего утром 24 июля наступления.
Как отмечено в представлении к званию Героя Советского Союза от 10 июля 1944 года, составленном Мазуренко, Матвеев прекрасно владел самолётом Ил-2, одним из первых овладел «новой тактикой нанесения комбинированных бомбоштурмовых ударов по кораблям противника по методу топмачтового бомбометания» (метод, когда бомбы на корабль сбрасывались самолётом с высоты корабельных мачт), в день совершал по 4-5 боевых вылетов.

#### Гибель
24 июля 1944 года лётчики, возглавляемые Матвеевым, нанесли мощный удар по узлу сопротивления противника. Первая атака Матвеева вызвала замешательство на шоссе, по которому проходила немецкая автоколонна. Вторым ударом, нанесённым с малой высоты, было уничтожено 6 автомашин и до 100 солдат и офицеров противника. В ходе третьей атаки самолёт Матвеева был подбит немецкой зенитной артиллерией и врезался в землю у деревни Сиргала. Это был его 98-й боевой вылет.
Указом Президиума Верховного Совета СССР от 19 августа 1944 года за образцовое выполнение боевых задач и героизм, проявленный при их выполнении, М. А. Матвееву присвоено звание Героя Советского Союза (посмертно).
После войны был перезахоронен в братской могиле на Центральном кладбище города Лиепая.

## Семья
Михаил Алексеевич был женат на Анастасии Михайловне Матвеевой. В 1943 году у них родился сын Михаил. Потомки Матвеева живут в Кимрах.

## Награды
- Герой Советского Союза (Указ Президиума Верховного Совета СССР от 19 августа 1944 года, орден Ленина и медаль «Золотая Звезда»; посмертно).
- Три ордена Красного Знамени (28 января 1944 года, 23 марта 1944 года, 30 апреля 1944 года)[6].
- Медаль «За оборону Ленинграда»[6].

- Представление к званию Героя Советского Союза <small

"
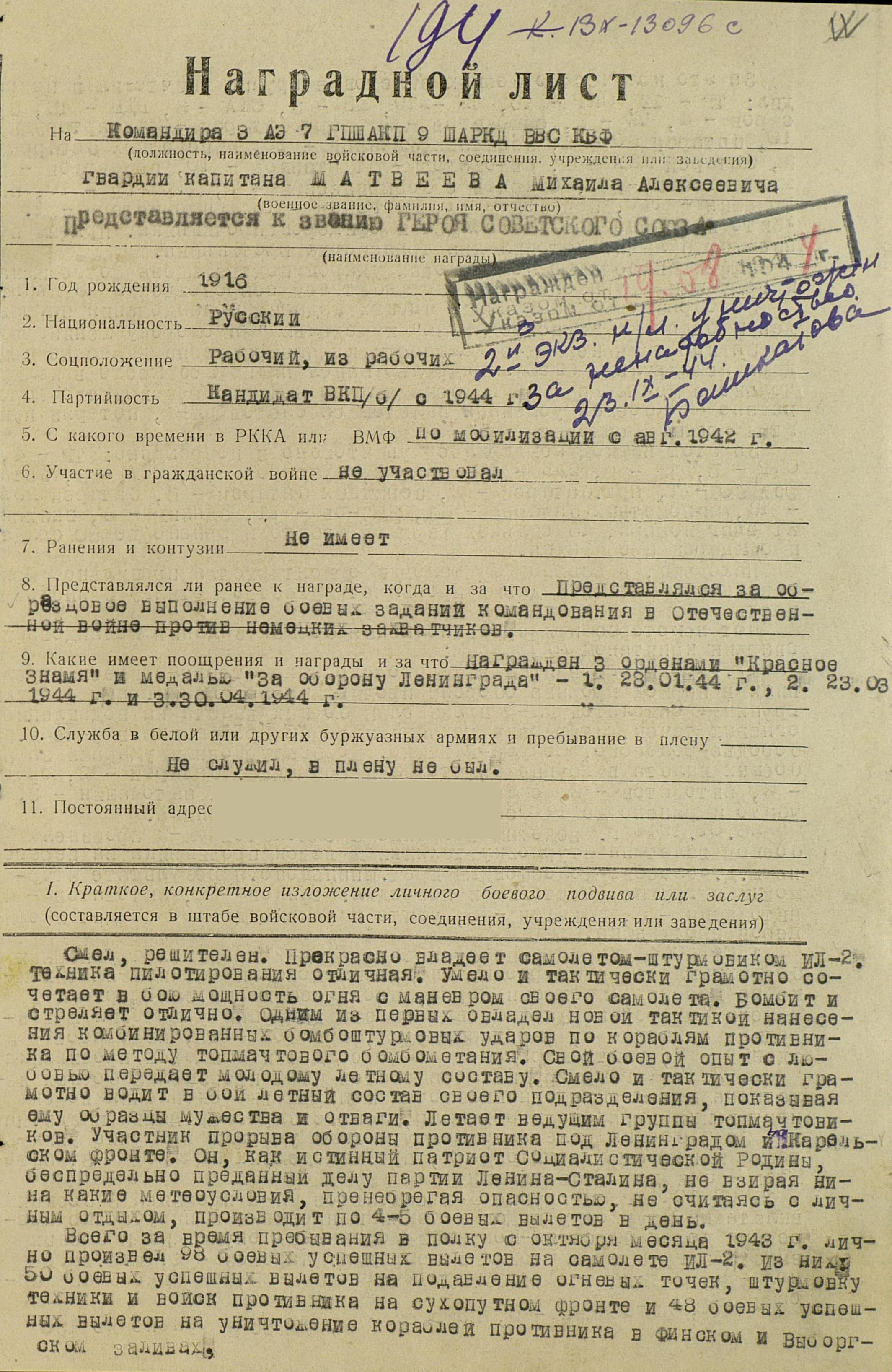
Лист 1
Лист 2
Лист 3

## Память
Имя Матвеева увековечено в мемориале лётчикам, погибшим в годы Великой Отечественной войны, в городе Лиепая. Мемориал расположен на Центральном кладбище города, там же находится братское захоронение, где погребён Матвеев.